# Bohdan (Ukraina)
Bohdan (ukr. Богдан) – wieś na Ukrainie w rejonie rachowskim obwodu zakarpackiego.

## Zabytki
- Cmentarz żydowski